# Laila Robins
Laila Robins, född 14 mars 1959 i St. Paul, Minnesota, är en amerikansk skådespelare.
Robins har bland annat medverkat i TV-serierna The Blacklist (2019-2021), The Walking Dead från 2022 och The Crowded Room från 2023. Hon har även medverkat i filmen Churchills spioner från 2019.

## Filmografi (i urval)
- 1999-2001: The Sopranos
- 2019: Churchills spioner
- 2019-2021: The Blacklist
- 2022: The Walking Dead
- 2023: The Crowded Room